# Любимов, Егор
Егор Любимов (? — 1778) — герой русско-турецкой войны 1768—1774 гг.

## Биография
Воспитывался в сухопутном шляхетском корпусе, по окончании которого в 1766 г. был произведён в поручики Харьковского гусарского полка.
В открывшуюся войну с турками он принял в ней живое участие, находясь во многих боях: на Днестре (1769), при речке Быке (1770), где разбил татарского мурзу, и за что был произведён в капитаны; в деле при Злодеевке и в Ларгской битве, за что был произведён в секунд-майоры; под Браиловым, где был ранен, произведён в премьер-майоры и награждён орденом св. Георгия 4-го класса; под Журжей (12 апреля 1771 г.), при Цимбре, под Турной и Силистрией, где вторично был ранен и произведён в подполковники, и при Козлуджи (в 1773 г.).
Наградой за последние действия ему был орден св. Георгия 3-го класса (30 июля 1773 г.). Изнуренный ранами и чрезмерными трудами на войне, Любимов скончался в 1778 году.